# ヨハン・ハインリヒ・リヒター
ヨハン・ハインリヒ・リヒター（独: Johann Heinrich Richter, 1803年 - 1845年）は、ドイツの画家である。肖像画や風俗画を描いた。

## 略歴
現在のドイツ、ラインラント＝プファルツ州のコブレンツの金細工師の息子に生まれた。父親の工房で働いた後、19歳になった1922年にパリに移り、パリの工芸学校に入学した。その後、アンヌ＝ルイ・ジロデ＝トリオゾンのもとで絵を学んだ。1924年にジロデ＝トリオゾンが亡くなった後はフランソワ・ジェラールに学び、1827年にコブレンツに戻った。1830年頃にオランダと再びパリに旅し、1830年から1833年の間はミュンヘンに移り、ミュンヘン美術院で学び、肖像画家として成功した。
1832年から1834年の間はイタリアに滞在し、ナポリ、フィレンツェ、ローマで活動した。この間、フランスの画家、オラース・ヴェルネやルイ＝レオポール・ロベールといった画家と交流したと考えられている。1836年にコブレンツに戻り、働いた後、1840年から1844年はデン・ハーグなどオランダで肖像画家として働いた。コブレンツで死去した。

## 作品

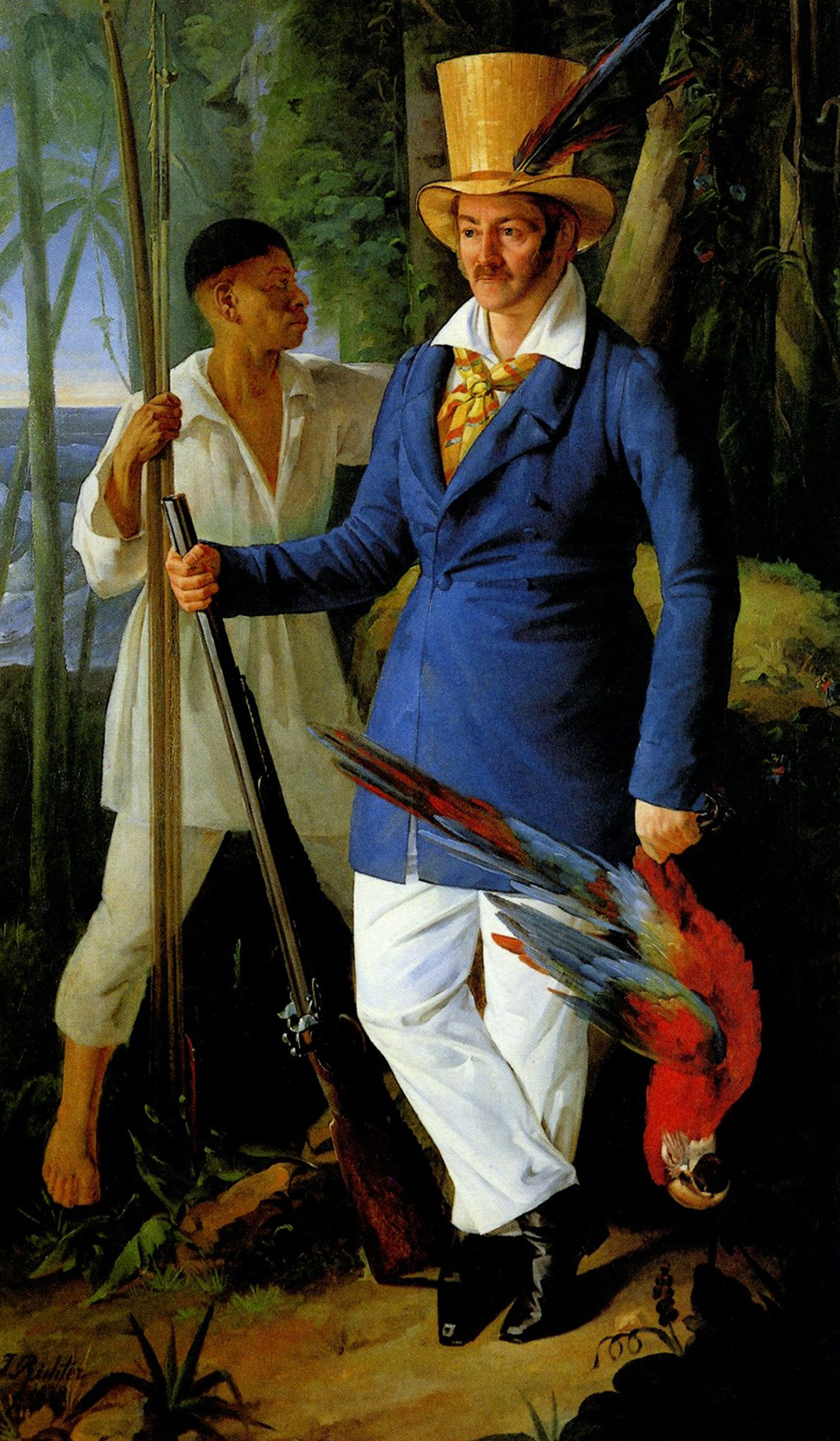
ヴィート公マクシミリアン-探検家・博物学者(1828)
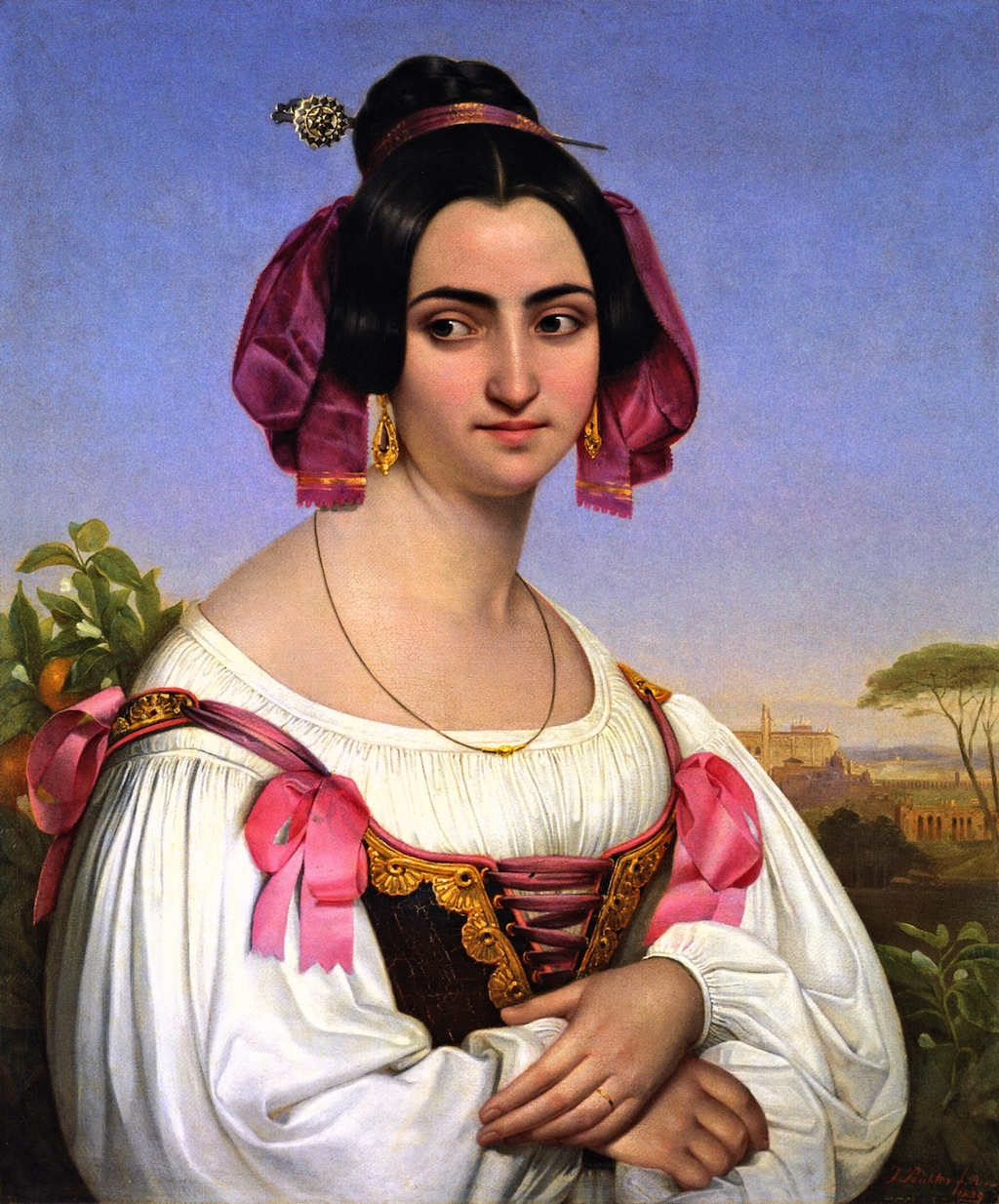
Fortunata Segatori -ローマ出身の絵のモデル(1834)
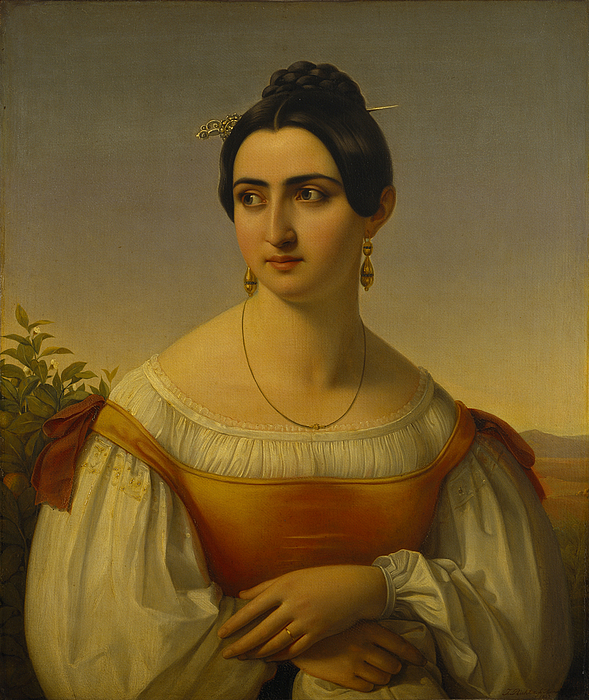
Fortunata Segatori (1833)
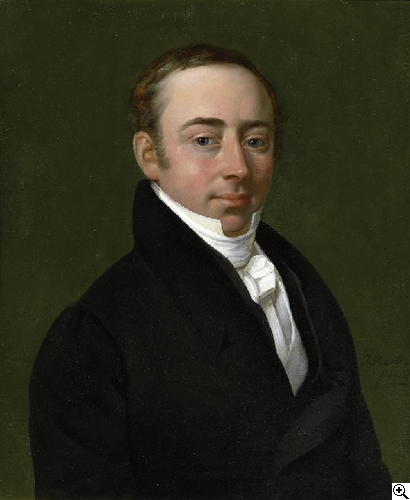
Karl Ludwig Johannes Baedeker-コブレンツの出版社主